# Ираклис Патикас
Ираклѝс Патѝкас (на гръцки: Ηρακλής Πατίκας) е гръцки андартски капитан.

## Биография
Патикас е роден в солункото село Василика, тогава в Османската империя. Член е на Солунското благотворително мъжко общество. Присъединява се към гръцката пропаганда първоначално като четник в андартските чети, действащи в Солунско, Полигироско и Лъгадинско срещу българските чети на ВМОРО и османските власти. Скоро става самостоятелен капитан на чета в същия район. През пролетта на 1908 година работи с офицерите Аристовулос Коис, Панайотис Пападзанетеас, Георгиос Галанопулос, Д. Курдзис и с халкидическия капитан Георгиос Влахос. През юни същата година успешно отблъсква българска атака срещу Леригово. След Младотурската революция се легализира и се връща във Василика. През 1916 година с избухването на движение на националната отбрана, семейството на Патикас е изгонено от венизелистите, а той самият е принуден да бяга, за да избегне арест.